# 仙台北部道路
仙台北部道路（せんだいほくぶどうろ、英語: SENDAI-HOKUBU ROAD）は、宮城県宮城郡利府町の利府ジャンクション (JCT) から宮城県富谷市の富谷インターチェンジ (IC) に至る、東日本高速道路株式会社が管轄する総延長13.5キロメートル (km) の高速道路（常磐自動車道に並行する一般国道自動車専用道路）である。
高速道路ナンバリングによる路線番号は、常磐自動車道、仙台東部道路と三陸自動車道の仙台港北IC - 利府JCT間とともに「E6」が割り振られている。

## 概要
高速道路ナンバリングではE6となっているものの、当道路は国道6号ではなく国道47号のバイパス（一般有料道路）となっている。起点である利府JCTでは国道47号本線とは接続しない。2001年の新世紀・みやぎ国体、及び、2002年のサッカー・ワールドカップの会場であるグランディ21・宮城スタジアムへのアクセス道路として整備され、本来であれば国体前に仙台都市圏環状自動車専用道路として開通予定であった。しかし、両大会前には全線開通せず、利府しらかし台ICを北西端として盲腸線の状態にあった。
2010年3月27日に、利府しらかし台IC - 富谷JCT間が開通した。これにより、1周約60kmの仙台都市圏環状自動車専用道路が全線開通する事になるが、富谷JCTから国道4号と接続する富谷ICまでは2013年12月22日に開通し、全線開通した。
なお、将来的には更に西に延伸させる構想もある。
また、仙台北部道路は2010年10月21日までは利府JCTを経由して三陸自動車道 仙台港北IC方面にのみに接続されていて、利府塩釜IC方面には接続されていなかったが、石巻方面にも接続出来るよう2007年夏より建設が始まり、2010年10月22日供用開始した。利府JCTのフルジャンクション化完成で、仙台都市圏環状自動車専用道路内ジャンクションでフル化されていないのは富谷ジャンクションのみとなっている。
- 起点 : 宮城県宮城郡利府町加瀬[1]
- 終点 : 宮城県富谷市富谷[1]
- 延長 : 13.5 km[1]

### 道路構造
- 構造規格 : 第1種第2級（富谷JCT - 富谷IC間は、第1種第3級）
  - 設計速度 : 100 km/h（一部80km/h 富谷JCT - 富谷IC間）
  - 車線幅員 : 3.50 m
  - 路肩
    - 標準盛土部 : 1.75 m - 2.50 m
    - 高架部 : 1.25 m - 1.75 m

  - 中央分離帯 : 3.00 m - 4.50 m
  - 車線数：暫定2車線 設計4車線

主な高架橋には、利府高架橋（橋長1,815 m）、風音高架橋（同85 m）、菅谷高架橋（同355 m）、石積高架橋（同241 m）、成田高架橋（同325 m）、富谷JCT本線橋（同189 m）があり、その合計は3 km以上、全線の4分の1近くを高架橋が占める。

## インターチェンジなど
- 全区間宮城県内に所在。
- IC番号欄の背景色が■である区間は既開通区間に存在する。

| IC 番号 | 施設名           | 接続路線名          | 起点 からの 距離 | 三郷 からの 距離 | 備考                                            | 所在地        |
| ------- | ---------------- | ------------------- | ---------------- | ---------------- | ----------------------------------------------- | ------------- |
| 38      | 利府JCT          | E6 E45 三陸自動車道 | 0.0              | 329.2            |                                                 | 宮城郡 利府町 |
| 39      | 利府しらかし台IC | 県道3号塩釜吉岡線   | 5.2              | 334.4            |                                                 | 宮城郡 利府町 |
| 40      | 富谷JCT          | E4 東北自動車道     | 11.8             | 341.0            | 利府JCT方面のみ 東北自動車道のJCT番号は「29-1」 | 富谷市        |
| 41      | 富谷IC           | 国道4号             | 13.5             | 342.7            | 東北自動車道へは出入り不可                      | 富谷市        |

## 歴史
- 2002年（平成14年）5月19日 : 利府JCT - 利府しらかし台IC間 (延長5.2 km) 開通[1]
- 2004年（平成16年）11月14日 : 利府しらかし台IC - 富谷IC間着工
- 2005年（平成17年）10月1日 : 日本道路公団の民営化により、東日本高速道路株式会社に承継
- 2010年（平成22年）
  - 3月27日 : 利府しらかし台IC - 富谷JCT間 (延長6.6 km) 開通[1]
  - 10月22日 : 利府JCTの利府しらかし台IC方面 ⇔ 三陸自動車道 利府塩釜IC方面のランプの供用開始に伴いフルJCT化。

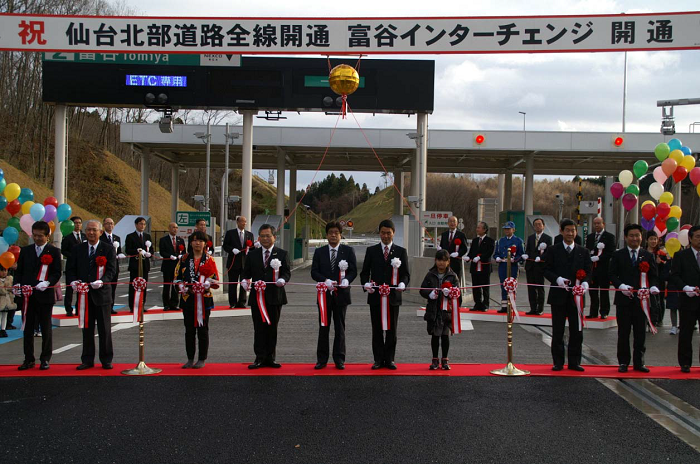
開通式

- 2013年（平成25年）12月22日 : 富谷JCT - 富谷IC間 (延長1.7 km) 開通に伴い全線開通[10]。
- 2019年（平成31年/令和元年）9月4日：国土交通省が仙台北部道路の利府JCT - 富谷IC間の全線を10 - 15年後を目処に4車線化する優先整備区間に選定する方針を発表[11][12][13]。
- 2021年（令和3年）
  - 3月5日 : 国土交通省が仙台北部道路の4車線化優先整備区間のうち、2021年度に新たに4車線化事業に着手する候補箇所として利府しらかし台IC - 富谷JCT間を選定[14][15][16]。
  - 3月30日：利府しらかし台IC - 富谷JCT間において、国土交通省より4車線化工事の事業許可を受ける[17]。

## 路線状況

### 車線・最高速度
| 区間              | 車線   | 車線   | 車線   | 最低速度 | 最高速度              | 最高速度       | 設計速度 | 備考 |
| 区間              | 上下線 | 上り線 | 下り線 | 最低速度 | 大型貨物等 三輪・牽引 | 左記を除く車両 | 設計速度 | 備考 |
| ----------------- | ------ | ------ | ------ | -------- | --------------------- | -------------- | -------- | ---- |
| 利府JCT - 富谷JCT | 2      | 1      | 1      | (なし)   | 70 km/h               | 70 km/h        | 100 km/h | ※    |
| 富谷JCT - 富谷IC  | 2      | 1      | 1      | (なし)   | 70 km/h               | 70 km/h        | 80 km/h  | ※    |

- ※ : 利府JCT - 富谷IC間の全線は4車線化優先整備区間[11][12][13]

### 道路管理者
- NEXCO東日本東北支社
  - 仙台東管理事務所 : 利府JCT - 富谷IC

### 交通量
24時間交通量（台）　道路交通センサス
| 区間                       | 平成17（2005）年度 | 平成22（2010）年度 | 平成27（2015）年度 | 令和3（2021）年度 |
| -------------------------- | ------------------ | ------------------ | ------------------ | ----------------- |
| 利府JCT - 利府しらかし台IC | 02,981             | 07,237             | 19,545             | 18,773            |
| 利府しらかし台IC - 富谷JCT | 調査当時未開通     | 07,217             | 17,070             | 18,809            |
| 富谷JCT - 富谷IC           | 調査当時未開通     | 調査当時未開通     | 01,681             | 02,564            |

（出典：「平成22年度道路交通センサス」・「平成27年度全国道路・街路交通情勢調査」・「令和3年度全国道路・街路交通情勢調査」（国土交通省ホームページ）より一部データを抜粋して作成）
- 令和2年度に実施予定だった交通量調査は、新型コロナウイルスの影響で延期された[18]。

## 地理

### 通過する自治体
- 宮城県
  - 宮城郡利府町 - 黒川郡大和町（町内を短く通過するが、IC等は無い。） - 富谷市

### 接続高速道路
- E6 E45 三陸自動車道（利府JCTで接続）
- E4 東北自動車道（富谷JCTで接続）